# Velká dolomitská silnice
Velká dolomitská silnice byla první turistickou silnicí v Dolomitech, která byla otevřena 13. září 1909. Je dlouhá 109 km a protíná Dolomity ve směru západ-východ a spojuje města Bolzano a Cortina d'Ampezzo.
Dnes silnice prochází územím tří italských provincií, a to Bolzana, Trentino a Belluna. Původně se však jednalo o rakouskou turistickou cestu, protože od jejího otevření až do roku 1918 patřila oblast ještě Rakousku-Uhersku. Architekti však byli Italové (Vittorio de Dal Lago, Alfredo de Riccaboni, Gualtiero Adami).
V literatuře se historická silnice někdy nazývá jednoduše „Dolomitenstraße“.

## Historie
Myšlenka zpřístupnit horský svět Dolomit horolezcům pomocí souvislé silnice pochází od Německého a Rakouského alpského klubu. Iniciátory byli Theodor Christomannos ze sekce Merano a Albert Wachtler ze sekce Bolzano, kteří chtěli otevřít silnici na počest císaře Františka Josefa u příležitosti 50. výročí jeho vlády v roce 1898. Proto se původně měla jmenovat Kaiserstraße, ale harmonogram výstavby se nepodařilo dodržet.
Přestože silnice v údolí Eggental existovala již od roku 1860 a silnice přes průsmyk Karerpass od roku 1896, na výše položených křižovatkách - například u passo Pordoi - existovaly pouze štěrkové cesty a stezky pro mezky. Zahájení výstavby těchto tras bylo odloženo na rok 1900 a teprve v roce 1909 byl dokončen poslední obtížný úsek v Passo Falzarego a trasa byla otevřena pro běžný provoz.
Během horské války v letech 1915-1918 se první fáze turistiky zhroutila. Průsmykové cesty byly přeměněny na vojenské silnice pro účely zásobování fronty. Infrastruktura pro cestovní ruch chátrala.
Teprve po druhé světové válce, v polovině 50. let 20. století, získala silnice opět na významu. Klasická trasa prochází nejatraktivnějšími cíli i pro turistiku v Dolomitech 21. století, která každoročně zažívá dva sezónní vrcholy - léto a začátek podzimu pro horolezce, horolezce a horské cyklisty a zimu a jaro pro lyžaře. Velká dolomitská cesta je jednou z nejvýznamnějších turistických tras v Alpách, zejména v souvislosti se Sellarondou, via ferratami a Dolomiti Superski. Některé úseky se však oproti původnímu stavu výrazně změnily.
V červnu jsou úseky pravidelně zařazovány do rozhodujících dolomitských etap Giro d'Italia.

## Průběh silnice
Trasa začíná v hlavním městě Jižního Tyrolska Bolzano v údolí Eggental, které tvoří ve své dolní části impozantní soutěsku. Až do prosince 2007 byla trasa vedena po silnici široké pouhých 5 m mezi vysokými skalními stěnami. Od ledna 2008 je však tato historická silnice, která se kvůli nebezpečí padajících kamenů stala bezpečnostním rizikem, uzavřena a soutěska Eggental je proražena tunelem.
Před Welschnofenem se krajina otevírá, přes pastviny a jehličnaté lesy se vyjíždí do průsmyku Karerpass; cestou se objevují Rosengarten a Latemar jako první, tj. nejzápadnější skalní masivy Dolomit.
Pod vrcholem průsmyku bylo v roce 1900 hlavní atrakcí jezero Lago di Carezza, obklopené hustým lesem a odrážející skalní stěny Latemaru, což odpovídalo romantickému duchu doby. V průsmyku se nacházel velkolepý hotel, kde bydlela císařovna Sissi a další významné osobnosti. V současné době dosahuje tento úsek v hlavní turistické sezóně svých kapacitních limitů. Infrastruktura v průsmyku byla přizpůsobena současným potřebám a velký hotel byl přestavěn na rekreační byty.
V průsmyku Karerpass se překračuje hranice s Trentinem a silnice nyní klesá do údolí řeky Avisio do údolí Val di Fassa.
Přes ladinsky mluvící města v údolí Fassa - Pozza di Fassa, Pera di Fassa, Campitello di Fassa a turistické centrum Canazei - vede silnice blíže k nejbližším dolomitským horským skupinám na východě, Langkofel a Sella.
V Canazei, které leží na úpatí skupiny Sella, začíná silnice stoupat v 99 prudkých zatáčkách přes centrální dolomitské průsmyky. Nejvyššího bodu trasy ve výšce 2239 m je dosaženo na Pordoijoch. Již v předválečných dobách bylo zdejší středisko hlavní atrakcí celé trasy s rozvinutou turistickou infrastrukturou, kterou dnes posiluje lanovka na Sass Pordoi a okolní turistické stezky a sjezdovky.
Po překročení hranice s Benátskem klesá Velká dolomitská silnice v dalších úzkých zatáčkách přes ladinské údolí Buchenstein do městečka Arabba nacházejícího se severně od zaledněného masivu Marmolada. Nejbližší dolomitské masivy na východě, Tofana a Civetta, se přibližují v průběhu cesty podél Cordevole. Nápadně tvarovaný hřeben Col di Lana nad Pieve di Livinallongo kdysi dominoval údolí; když byla otevřena prázdninová silnice, nikdo nemohl tušit, že odstřel vrcholu Col di Lana v průběhu Horské války v roce 1916 rozhodujícím způsobem změní vzhled tohoto vrcholu. Památníky a vojenské hřbitovy připomínají tyto události dodnes.
Za Pieve di Livinallongo opouští silnice údolí Cordevole a opět stoupá k holému, balvany posetému průsmyku Passo Falzarego podél strmých stěn Lagazuoi, kam nyní vede lanovka. Tento průsmyk byl během dolomitské války také místem bojů a dnes je památníkem a turistickou a lyžařskou oblastí. Mezi Tofane a Cinque Torri nyní silnice klesá do Pocolu a dolů do Cortiny d'Ampezzo, která leží v kotlině před nejvýchodnějšímihorskými skupinami viditelnými z Velké dolomitské silnice - Cristallo, Sorapiss a Antelao.

## Rozšíření silnice
Dnes se jako Velká dolomitská silnice někdy označuje její pokračování v délce asi 35 kilometrů do města Toblach v údolí Pustertal, a to ve dvou variantách: Buď na jih kolem Monte Cristallo přes Passo Tre Croci k jezeru Lago di Misurina na úpatí Drei Zinnen, nebo na sever kolem Monte Cristallo přes vrchol průsmyku Gemärkpass. Ve Schluderbachu se obě varianty opět setkávají a cesta vede údolím Höhlensteintal do Toblachu. V 19. století již přes oba průsmyky vedly průjezdné obchodní cesty a následně i turistické trasy. Hlavní spojnicí mezi Cortinou a Dobbiacem však byla dnešní Strada Statale 51 di Alemagna.
Italská Strada Statale 48 delle Dolomiti je s Velkou dolomitskou silnicí totožná pouze na svém hlavním úseku mezi Vigo di Fassa a Cortinou. Tato silnice začíná v Aueru, prochází průsmykem Luganopass a ve Vigu di Fassa se setkává s Velkou dolomitskou silnicí, která sestupuje z průsmyku Karerpass. Za Passo Tre Croci pokračuje dále přes Cadore a končí v obci Lozzo di Cadore na Piavě, kde se nachází jihovýchodní okraj Dolomit.

## Galerie

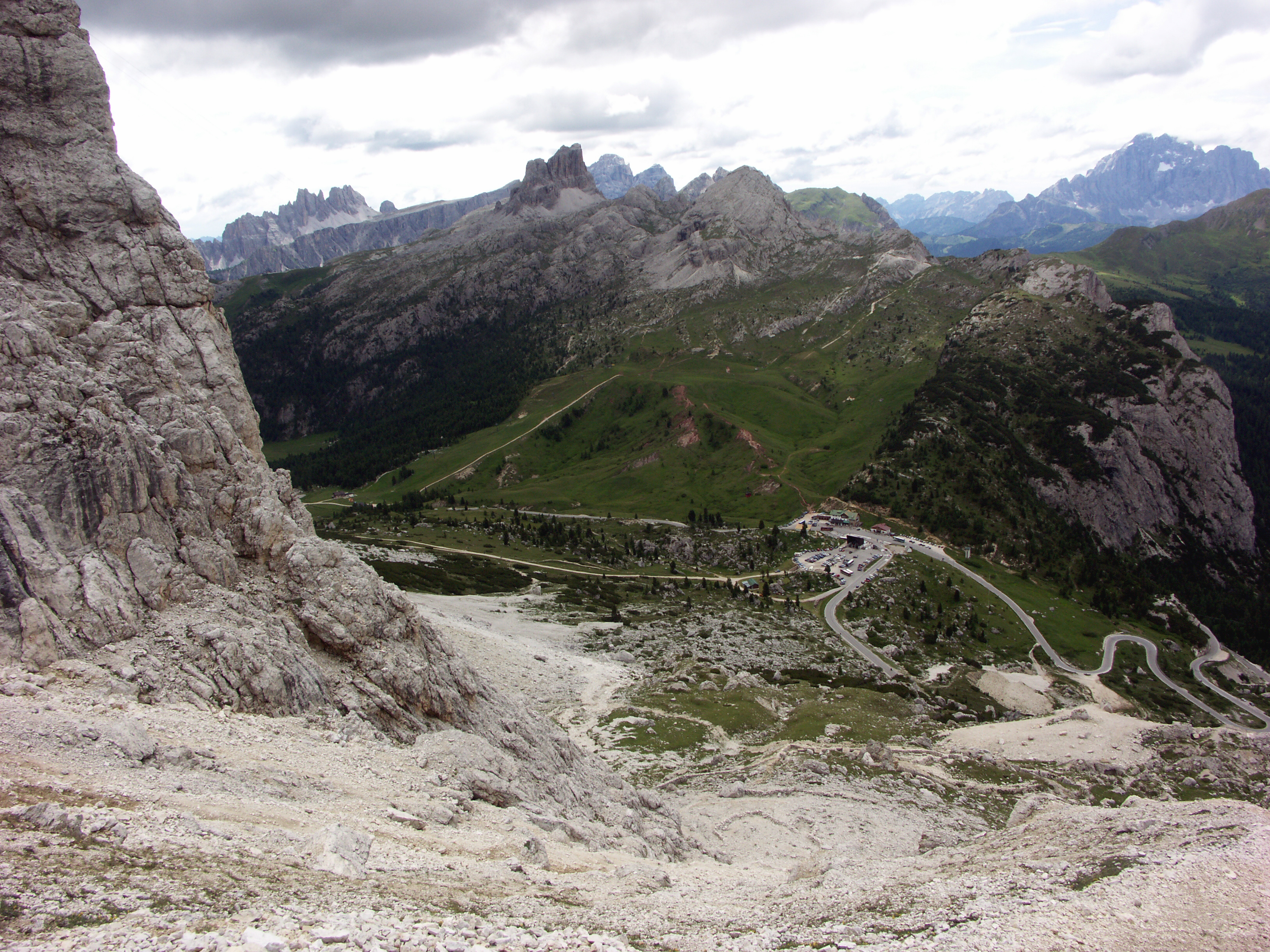
Průběh silnice v Passo Falzarego: poslední a nejobtížnější úsek, dokončený v roce 1909
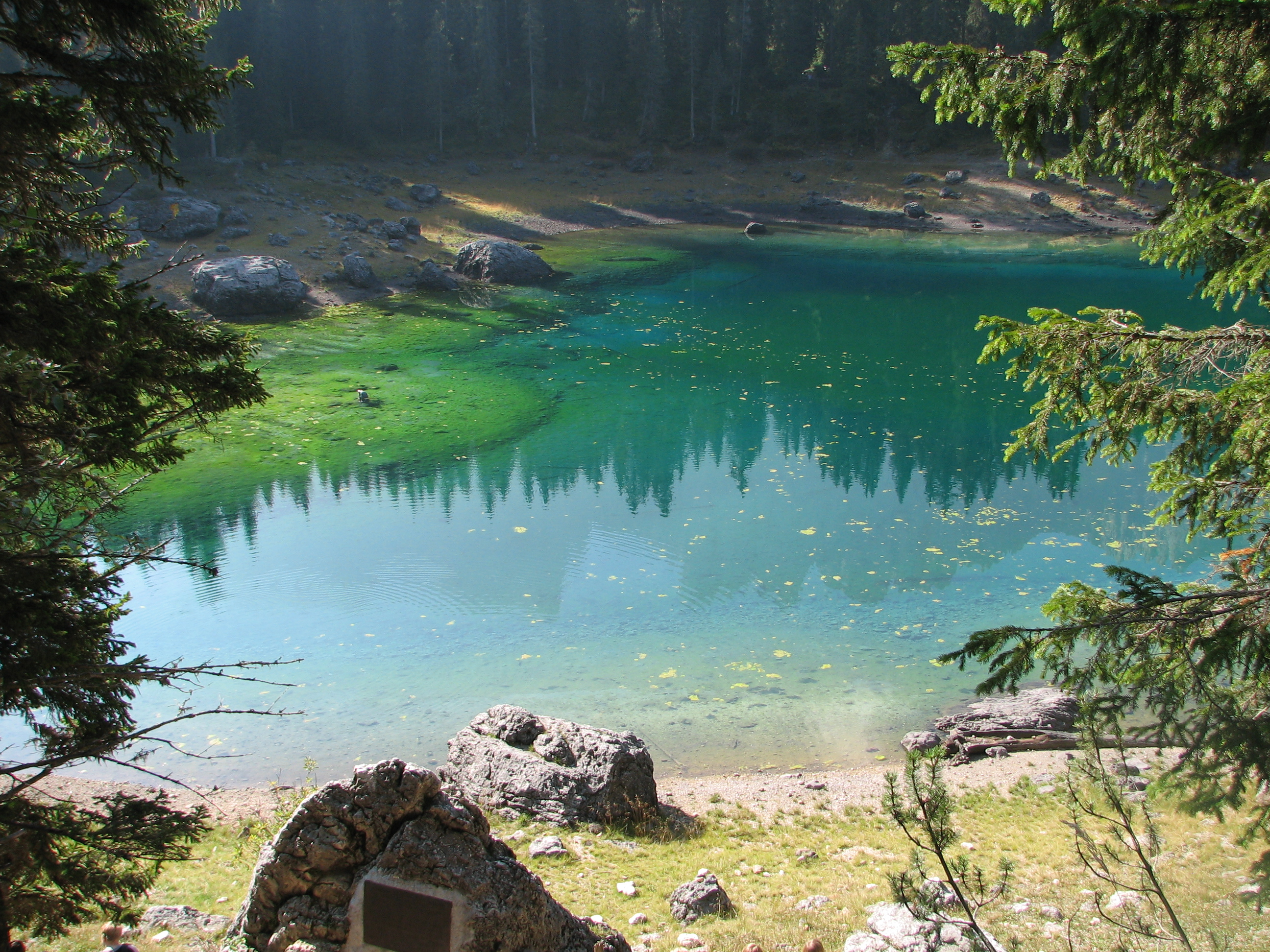
jezero Carezza
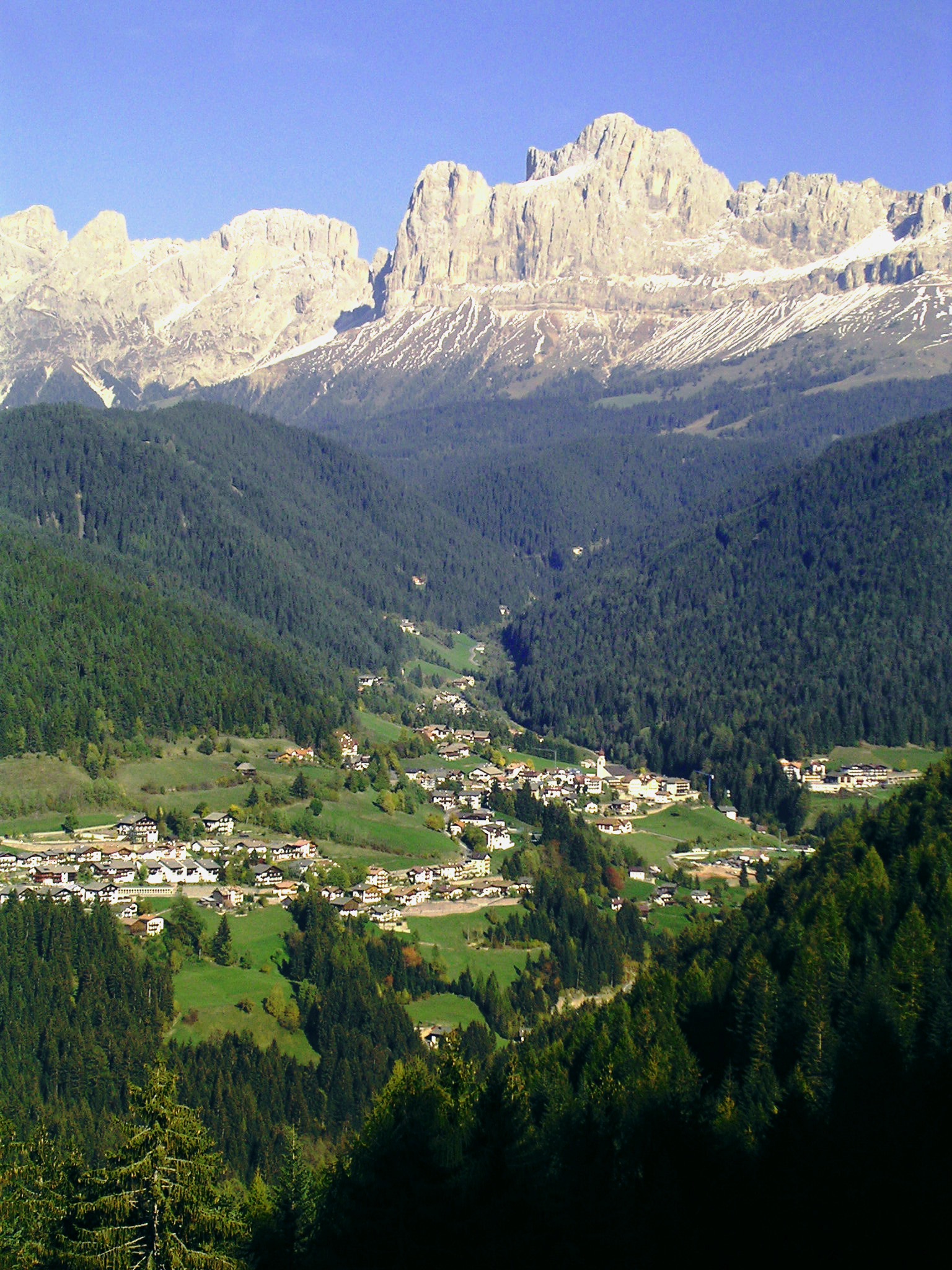
Welschnofen a Rosengarten v pozadí
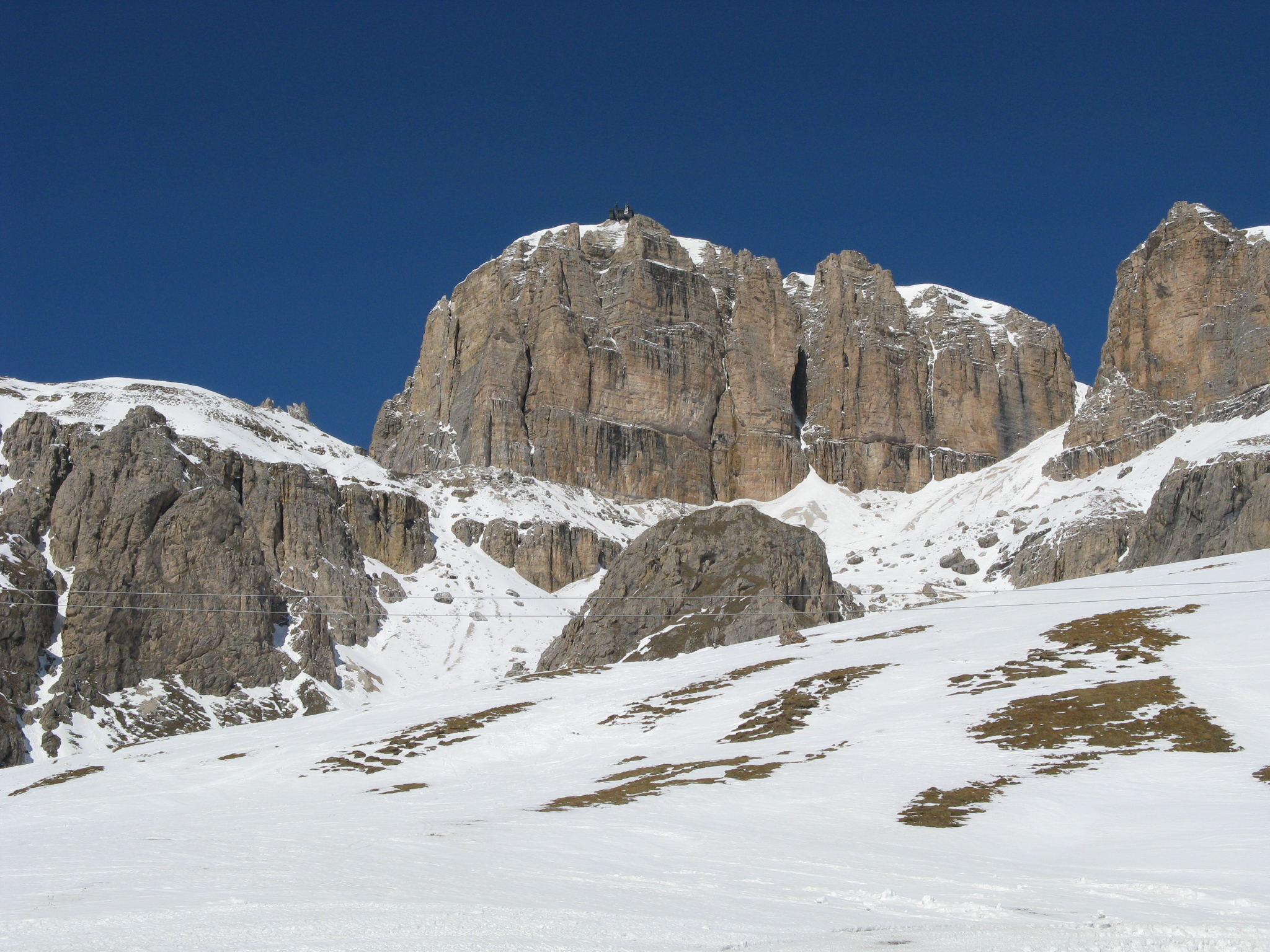
Pordoijoch a Sass Pordoi v masivu Sella
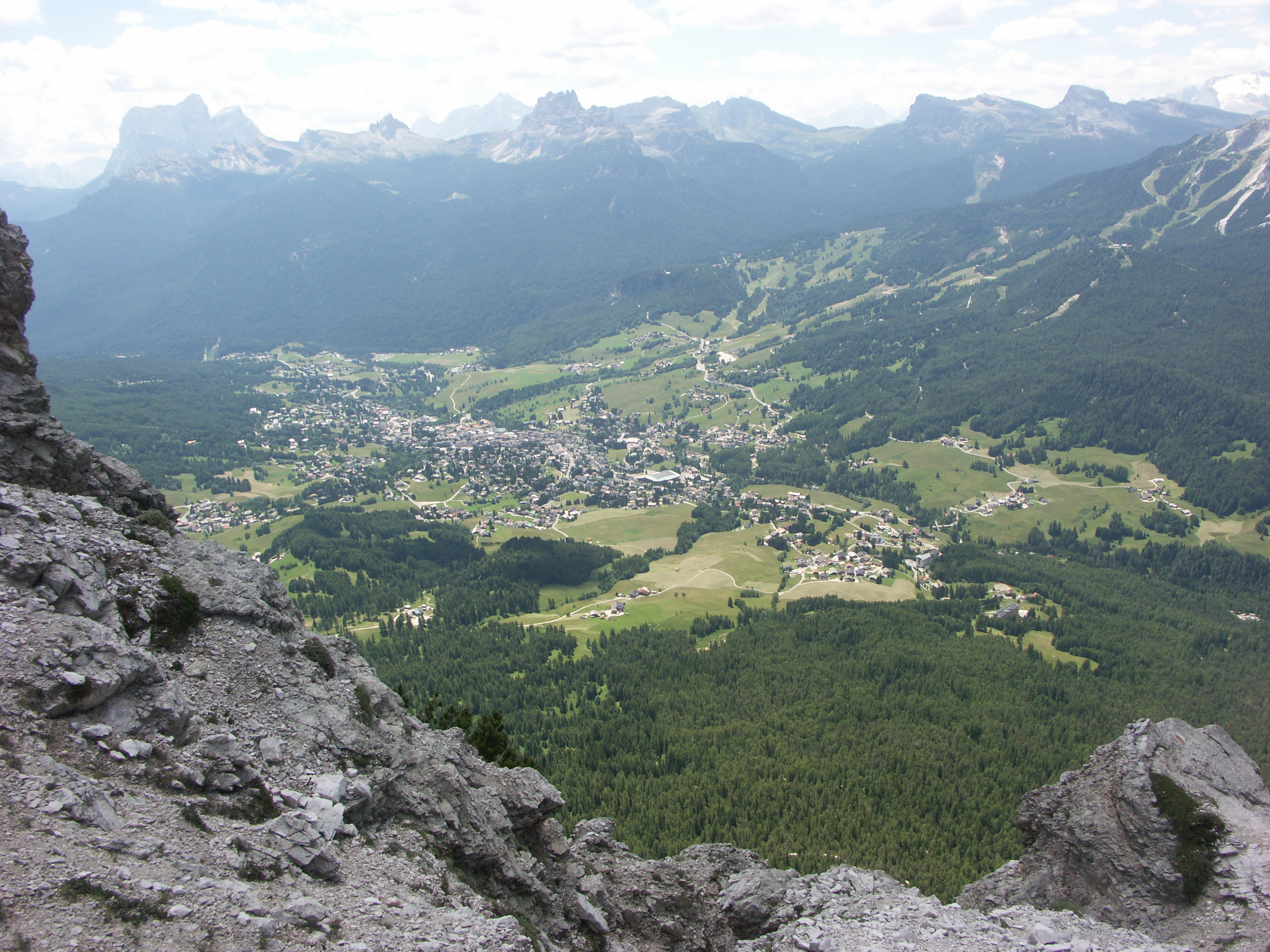
Cortina d'Ampezzo